# Минеева, Инесса Георгиевна
Ине́сса Гео́ргиевна Мине́ева (13 апреля 1936, Москва — 11 октября 2013, там же) — советский и российский геохимик и минералог. Доктор геолого-минералогических наук. Почётный разведчик недр. Ученица академика А. П. Виноградова.

## Биография
Окончила геологический факультет МГУ им. Ломоносова в 1958 году по специальности «геохимия». с 1958 года по 2013 год работала ведущим научным сотрудником ВИМС МПР России.
Защитила диссертацию доктора геолого-минералогических наук «Взаимосвязь урана и золота в эндогенных и экзогенных процессах рудогенеза на докембрийских щитах» (М., 1998).
Многие годы занималась исследованиями взаимосвязи живого вещества, нефти и процессов формирования крупных месторождений золота, платины и урана. Этому были посвящены и её доклады на сессиях Society for Geology Applied to Mineral Deposits (SGA) в Праге (1995), Турку (1997), Лондоне (1999), Кракове (2001), Афинах (2003), Дублине (2007), а также на Международных геологических конгрессах (Москва, 1984, Пекин, 1996).
Дочь репрессированного первого ректора Московского Авиационного Института (МАИ)  Георгия Судакова-Билименко (1900, село Прохоры, Спасского уезда Дальневосточной губернии — 1937, расстрелян в г. Москве) соратника и друга Александра Фадеева и Веры Михайловны Туровой, инженера 1-го Государственного Подшипникового Завода (1903, дер.Козел Черниговской губернии - 2005, г. Москва). Супруга профессора Д. А. Минеева (1935-1992), основателя Российской Академии Естественных Наук (РАЕН).
Похоронена на Ваганьковском кладбище.

## Вклад в науку
Известный российский ученый-геолог, И. Г. Минеева своими исследованиями определила устойчивую взаимосвязь всех золотых и золото-урановых месторождений мира с рифтогенными структурами (проторифтами). Важнейшим вкладом в теорию и практику уранового рудообразования является её идея о ведущей роли древнейшего докембрийского рифтогенеза и докембрийского уранового рудообразования в возникновении и функционировании многокомпонентной рудной системы, включающей уран и золото как отдельные составляющие.
Известна своими фундаментальными исследованиями в области урановых, уран-золотых и редкометальных месторождений в калиевых и натриевых метасоматитах Казахстана, Алдана, Северного Кавказа (1958—1967), Украинского щита (1967—1992), Карелии (1993), а также на других докембрийских щитах мира (1993-2013).
Внесла большой вклад в учение о полизональности ураноносных альбититов полихронных эпигенетических окислительно-восстановительных процессов при формировании разноглубинных зон богатого уранового оруденения

## Труды
- Uranium and thorium in Alkaline Rocks of the Ural Jan 01 Geokhimiya (U.S.S.R.), 1962 (for English translation: Geochemistry (USSR); Vol: No. 9, 1956-63
- Поведение урана и тория в постмагматическом процессе комплекса калиевых щелочных пород, совместно с Тархановой Г.А., // Геология рудных месторождений, №4, с.3-13, 1964
- Microdistribution of Radioactive Elements in Potassic Alkaline Rocks, 1966 Geokhimiya, No. 7, 796—804, 07/1966
- О находке муассонита в контактовом ореоле интрузий нефелиновых сиенитов, совместно с Картенко Н.Ф., Записки Всесоюзного Минералогического Общества, ч.96, вып.3, с.315-320, 1967
- Основные геохимические особенности щелочных пород калиевого ряда, Геохимия, № 3, стр.272-279, 1972
- Uranium and thorium in Kimberlites of Siberia Lutts, B.G. ; Mineeva, I.G. Nov 01 Geokhimiya, no. 11, pp. 1721–1724, 1973
- Геохимические различия рудоносных альбититов докембрия (В кн. Проблемы осадочной геологии докембрия), совместно с Минеевым Д.А., стр.305-310, М.Недра, 1975
- Предрудная и рудосопровождающая вертикальная зональность в ураноносных натриевых метасоматитах докембрия, совместно с Омельяненко Б.И., Известия Академии Наук СССР, серия геологическая, №9, 1979
- Pre- and syn-ore Vertical Zonation in Precambrian Uraniferous Sodic Metasomatite, with Omelianenko B.I., International Geological Review, v.24.  № 4, p. 422-403, 1982
- Изменённые породы и их поисковое значение, М. Недра, 1981
- Минералого-геохимические аспекты формирования уранового оруденения в альбититах, Труды XXVII Международного Геологического Конгресса, вып. 9, ч.1, с.31-37, М.1984
- Mineralogical and Geochemical Aspects of the Formation of Precambrian Uraniferous Albities   International Geological Review v. 28, p. 312-317, 1986
- Взаимосвязь эндогенных и экзогенных процессов уранового рудогенеза в щелочных метасоматитах докембрия, Отечественная геология, № 5, с.95-100, 1993
- Генетические типы и закономерности размещения урановых месторождений Украины, в соавторстве с коллективом авторов под редакцией Белевцева Я,Н.,  Киев, Наукова Думка, 1995
- The Relationship between U and Au during Ore-forming Processes on the Precambrian Shields, Proc. 3 Biennial SGA Meeting, Rotterdam: Balkema, 59-62, 1995
- Докембрийские ураноносные альбититы как продукт преобразования древних урановых месторождений различного генезиса, Отечественная геология, №4, 1996
- Precambrian Uraniferrous Albitites as a Product of Transformation of Various Ancient U Deposits, Proc. XXX International Geological Congress, Bejing, v.2, 699, 1996
- Transformation of Au-U Ore-Forming Systems on the Precambrian Shields, Proc. 4 Biennial SGA Meeting, Rotterdam: Balkema, 245-248, 1997
- Закономерности эволюции древних уран-золоторудных систем на докембрийских щитах, Отечественная геология, №4, 73-77, 1998
- Primary and Transformed  Carbonaceous PGE-Au-U Ores on Precambrian Shields: Role of Petroleum, Mineral Deposits at the Beginning  of the 21st Century. In A. Piestrzynsky et al. (eds),  Lisse: Swets & Zeitlinger, 63-66, 2001
- The Relationship between PGE-AU-U Ore Forming and the Oil Reservoir Rocks in the Oldest Rifts on Precambrian Shields, Proc. of the 32nd IGC in Florence, Italy, August 20-28, 2004
- Global Regularities of the Precambrian Uranium Ore Formation: a Role of Ancient Oil, Proc. of the 12th Quadrennial IAGOD Symposium in Moscow, 2006
- Новое направление в методологии выявления урановых и золотоурановых месторождений на щитах и докембрийских складчатых областях (на примере  Южной  Сибири), совместно с Архангельской В.В., Разведка и охрана недр, № 11, с.18-25, 2007
- Spatial-Temporal Evolution of Au-U Deposits in Ukraine, on Baltic and Aldan Shields and the Precambrian Baikal Fold Area, Proc. of the 9 Biennial Meeting SGA, Dublin, Ireland, 1, 19-22, 2007
- Взаимосвязь рифтогенеза, древнейшей нефтегазоносности и докембрийского уран-благороднометального рудообразования  на Балтийском щите (Карелия), Отечественная Геология, №3, 2008, с.  73-80, 2008
- Новая методология глубинных поисков U и Au месторождений в палеорифтовых структурах, совместно с Макаровым А.И. и Одеровой А.В., Разведка и охрана недр, № 2, 2013
- Актуальность проблемы взаимосвязи U и Au оруденения с древними рифтогенными железистыми формациями в методологии прогнознопоисковых работ, совместно с Макаровым А.И., Разведка и охрана недр, № 7, 2013